# 红旗河 (图们江)
红旗河位于中华人民共和国吉林省和龙市西南部，是图们江左岸支流，河名源自满语“山核桃”（满文：ᡥᡡᠰᡳᡥᠠ，转写：hvsiha）。发源于和龙市西部龙城镇甑峰山西麓，蜿蜒东南流经和龙林业局许家洞林场、东树沟林场、红旗河林场、石人沟林场、古城林场，最后于崇善镇上天村东南汇入图们江。河长65.8千米，流域面积1199平方千米，河道平均比降5‰。年均径流量2.28亿立方米。流域内山高坡陡，海拔多在1000～1600米。群山之间，发育深切河曲。山高林密，植被以针叶林为主，覆盖率在80%以上。